# Aline Sitoé Diatta

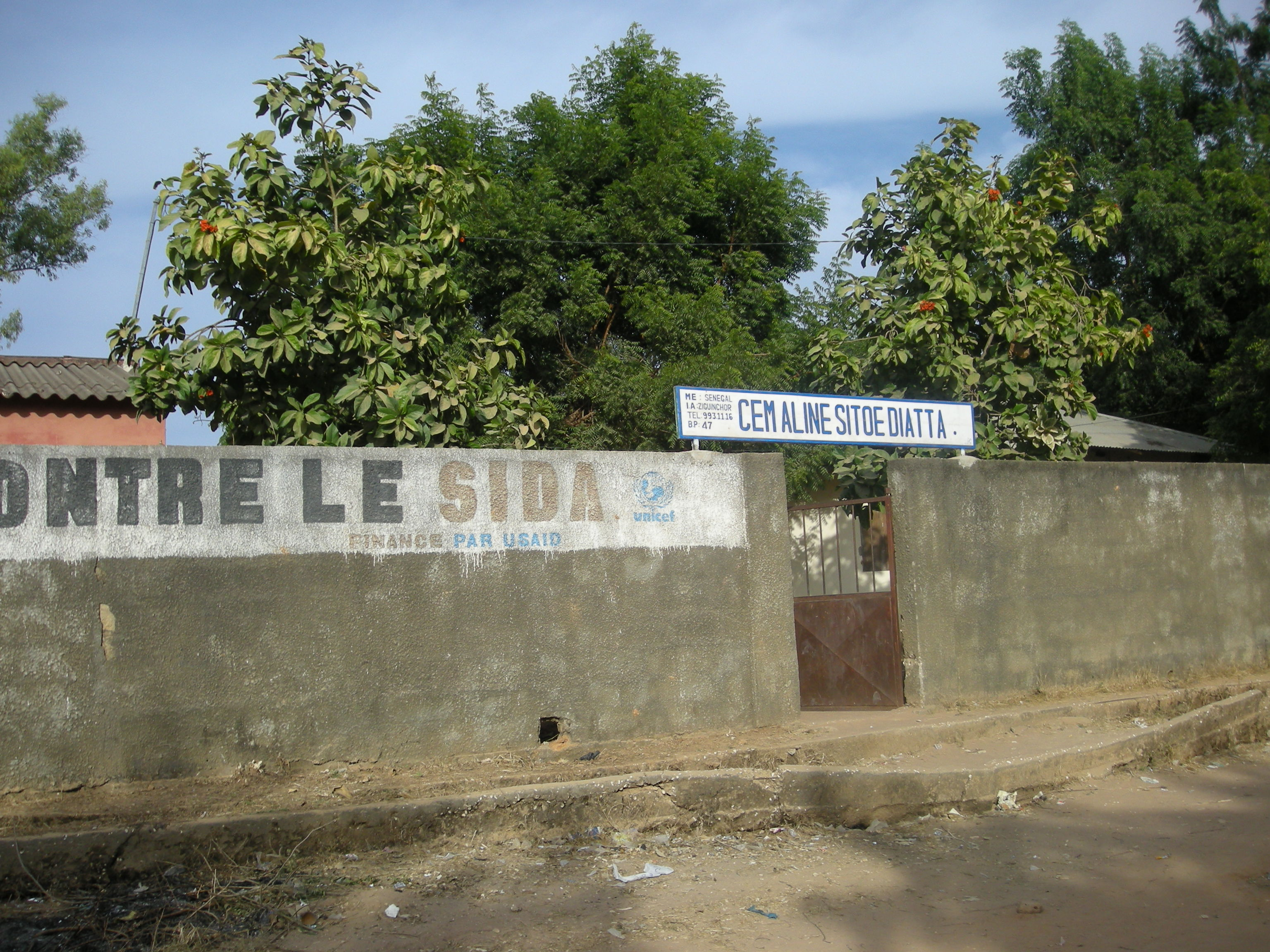
El CEM Aline Sitoé Diatta en Oussouye.

Aline Sitoé Diatta (Kabrousse, 1920-Tombuctú, 1944) es una heroína de la resistencia frente a la colonización de Casamance, región de Senegal. Se la ha llamado en ocasiones la "Juana de Arco de África".

## Biografía
Nació en Kabrousse, en la región de Casamance en el sur de Senegal, en el barrio de Niolou en 1920. Sus padres eran Silisia Diatta y Assonelo Diatta, pero fue acogida en su niñez por su tío paterno Elaballin Diatta tras la muerte de su padre. 
Tras emigrar a Dakar para trabajar como empleada doméstica, según la tradición tuvo una revelación, según la cual se la encomendaba la misión cuasi divina de liberar a su pueblo. La revelación la ordenó volver a su Casamance natal para ayudar a la población diola bajo el yugo de la colonización francesa. Allí, se puso al frente de diferentes actos de desobediencia y de movimientos de revuelta. En particular, llamó a los agricultores a dejar los cultivos impuestos por el colonizador y recuperar las prácticas ancestrales. Los franceses la detuvieron y deportaron a Tombuctú, en Mali, donde murió en 1944 a la edad de 24 años.

## Homenajes

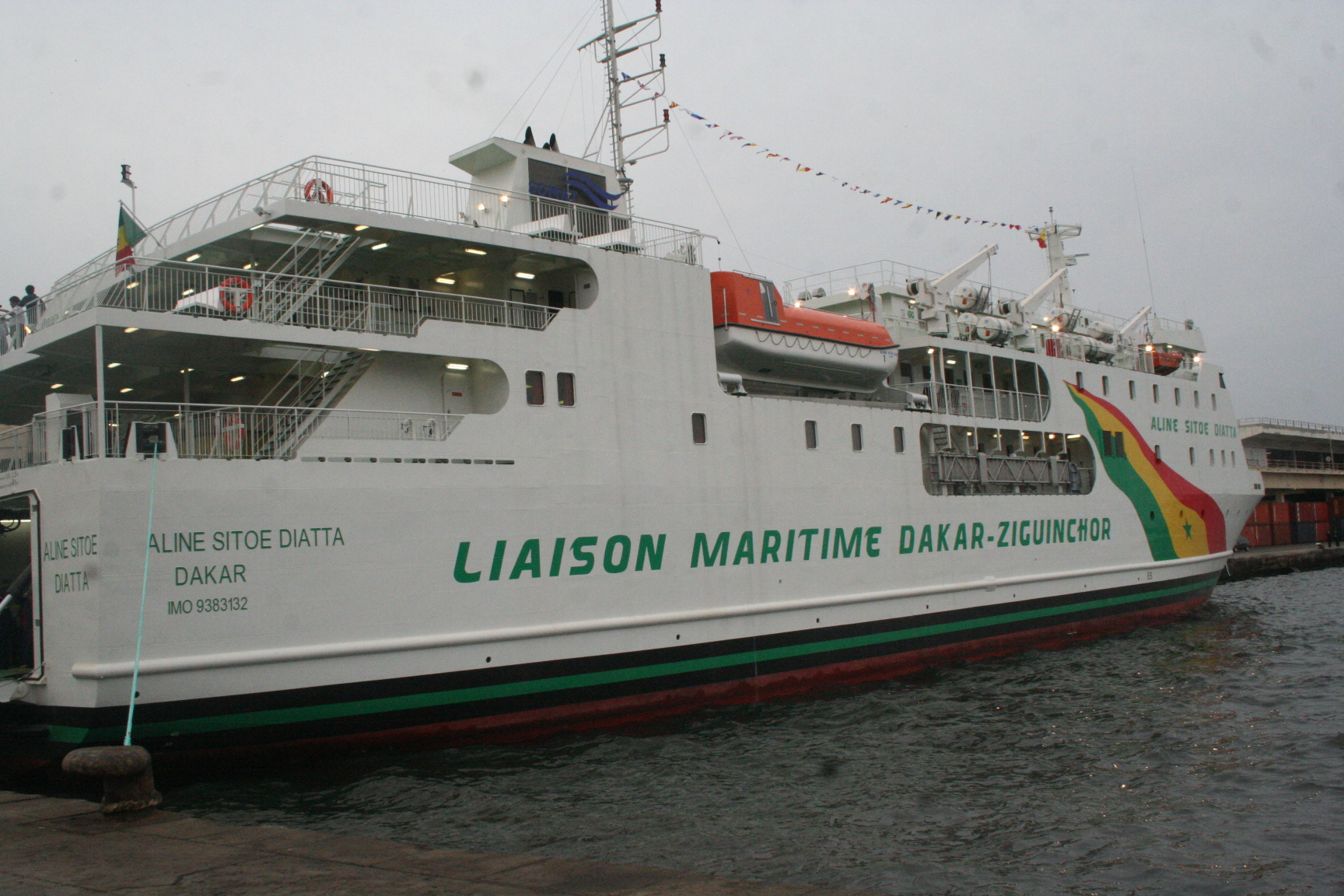
El ferry Aline Sitoé Diatta.

La organización feminista Yewwu-Yewwi de Senegal entregó el Premio Aline Sitoé Diatta al presidente de Burkina Faso Thomas Sankara en reconocimiento a su compromiso por avanzar en los derechos de las mujeres.
En su homenaje, su nombre lo ostenta uno de los campus de la Universidad Cheikh Anta Diop de Dakar, un estadio de Ziguinchor, así como diferentes escuelas y organizaciones. En 2007, se le dedicó una exposición.
El ferry Aline Sitoé Diatta cubre la ruta marítima entre Dakar y Ziguinchor desde 2008, ree mplazando al Wilis, sucesor a su vez del Joola de trágica memoria.